# 各年のキプロスの一覧

キプロスの国旗

各年のキプロスの一覧（かくねんのキプロスのいちらん）は、キプロスの各年ごとの記事の一覧。この一覧ではキプロスの各年ごとの記事の他、各世紀と各年代、キプロスの各分野における各年ごとの記事についても取り扱う。

## 一覧

### 21世紀
- 2000年代
  - 2008年のキプロス（英語版）

- 2010年代
  - 2014年のキプロス（英語版） 2015年のキプロス（英語版） 2016年のキプロス（英語版） 2017年のキプロス（英語版） 2018年のキプロス（英語版）

- 2020年代
  - 2020年のキプロス（英語版）